# Gippsland

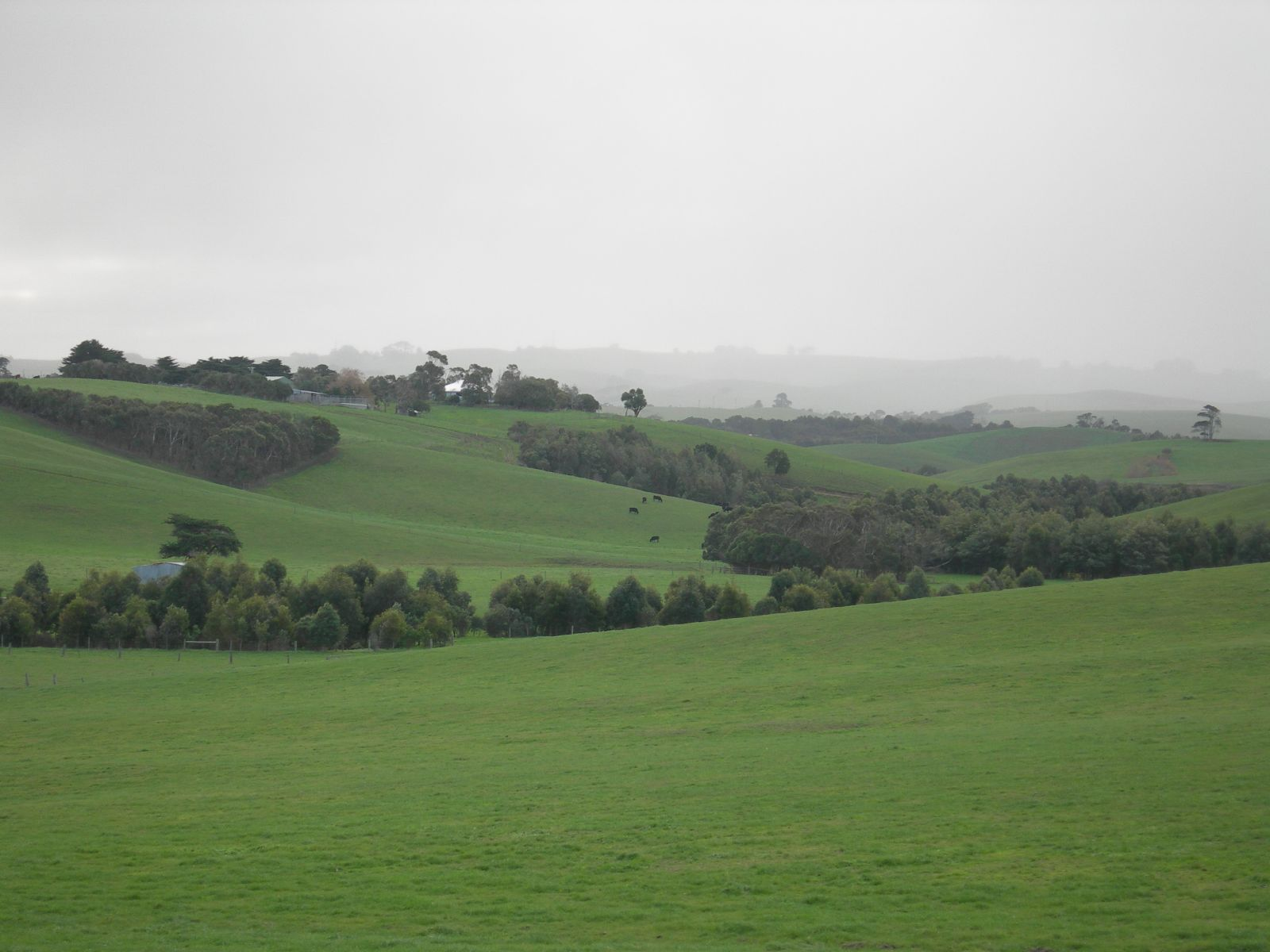
Wzgórza w pobliżu miejscowości Kilcunda

Gippsland – duży rolniczy region w stanie Wiktoria w Australii. Odkryty i nazwany w 1840 roku przez polskiego podróżnika i odkrywcę Pawła Edmunda Strzeleckiego na cześć ówczesnego gubernatora Nowej Południowej Walii George Gippsa. przez polskiego podróżnika i odkrywcę Pawła Edmunda Strzeleckiego Ciągnie się od wschodnich przedmieść Melbourne aż do granicy Nowej Południowej Walii. Swą nazwę zawdzięcza swemu odkrywcy, Pawłowi Edmundowi Strzeleckiemu, który w ten sposób oddał cześć ówczesnemu gubernatorowi Nowej Południowej Walii George’owi Gippsowi. Największe miasta regionu to: Sale, Morwell, Moe, Traralgon, Bairnsdale, Lakes Entrance, Mallacoota. W Gippsland położony jest również jeden z najbardziej znanych parków narodowych Australii: Wilsons Promontory.
Gippsland najbardziej znany z rozwiniętego górnictwa, jak również turystycznych atrakcji.